# Evelyn Heinemann
Evelyn Heinemann (* 1952 in Frankfurt/M) ist eine deutsche Hochschullehrerin, Sonderpädagogin, Psychologin und Psychoanalytikerin.

## Leben
Evelyn Heinemann studierte von 1971 bis 1976 Sonderpädagogik an der Johann Wolfgang Goethe-Universität Frankfurt am Main, absolvierte von 1977 bis 1978 ihr Referendariat als Sonderschullehrerin in Wiesbaden und von 1979 bis 1981 studierte sie neben ihrer Sonderschullehrertätigkeit und Stelle als Ausbildungsleiterin für Sonderschulen Psychologie an der Universität Marburg. Von 1981 bis 1985 war sie pädagogische Mitarbeiterin am FB Psychologie der Universität Frankfurt am Main. Sie promovierte 1985 bei Aloys Leber und Alfred Lorenzer zur Psychoanalyse des Hexenwahns der Frühen Neuzeit am FB Erziehungswissenschaft der Universität Frankfurt am Main Von 1985 bis 1986 forschte sie mit einem Habilitationsstipendium des DAAD in Jamaika und habilitierte 1990 über Kultur und Behinderung in Jamaika am FB Erziehungswissenschaft der Universität Frankfurt am Main Von 1987 bis 1992 war sie Professorin für Psychologie mit dem Schwerpunkt Psychoanalyse an der Evangelische Hochschule Nürnberg. Von 1994 bis 1999 absolvierte sie ihre Ausbildung zur Psychoanalytikerin in Gießen. Von 1992 bis zu ihrer Emeritierung 2017 war sie Professorin für Allgemeine Sonderpädagogik an der Johannes-Gutenberg-Universität Mainz.

## Leistungen
Evelyn Heinemann gelang es in ihren Forschungen und Publikationen eine Verbindung von Psychoanalyse und kritischer Kulturtheorie, inspiriert von Alfred Lorenzer, in die Ethnopsychoanalyse zu integrieren und, im Sinne von Aloys Leber, stellte sie eine Verbindung von Psychoanalyse und Sonderpädagogik her. Der fördernde Dialog und das szenische Verstehen standen dabei im Mittelpunkt ihres immer an der Praxis orientierten Verstehens. In Nebentätigkeit führte sie psychoanalytische Therapien mit Menschen mit geistigen Behinderungen durch. Sie organisierte internationale Tagungen über Psychoanalyse und geistige Behinderung und zur Ethnopsychoanalyse. Forschungsschwerpunkte waren Hexenwahn der Frühen Neuzeit, Ethnopsychoanalyse der Geschlechtsentwicklung in den mutterrechtlichen Kulturen Palaus, Tongas und Fidschi, Psychoanalytische Pädagogik, Psychoanalyse männlicher Gewalt, ADHS und Demenz.

## Schriften

### Monografien (Auswahl)
- Hexen und Hexenangst, Eine psychoanalytische Studie über den Hexenwahn der frühen Neuzeit. (= Reihe Geist und Psyche). Fischer Taschenbuch, Frankfurt 1989, ISBN 3-596-42326-0.
- mit U. Rauchfleisch und T. Grüttner: Gewalttätige Kinder – Psychoanalyse und Pädagogik in Schule, Heim und Therapie. (= Reihe Geist und Psyche). 5. Auflage. Fischer Taschenbuch, Frankfurt 1995, ISBN 3-596-10760-1.
- Die Frauen von Palau. Zur Ethnoanalyse einer mutterrechtlichen Kultur. (= Reihe Geist und Psyche). Fischer Taschenbuch, Frankfurt 1995, ISBN 3-596-11816-6.
- Das Erbe der Sklaverei. Eine ethnopsychoanalytische Studie in Jamaika. (= Reihe Geist und Psyche). Fischer Taschenbuch, Frankfurt 1997, ISBN 3-596-13423-4.
- Hexen und Hexenangst. Eine psychoanalytische Studie des Hexenwahns der Frühen Neuzeit. völlig überarbeitete Ausgabe. Vandenhoeck und Ruprecht, Göttingen 1998, ISBN 3-525-01442-2.
- Witches. A Psychoanalytic Exploration of the Killing of Women. Free Association Books, London 2000, ISBN 1-85343-478-7.
- mit H. Hopf: AD(H)S. Symptome – Psychodynamik – Fallbeispiele – Psychoanalytische Theorie und Therapie. Kohlhammer Verlag, Stuttgart 2006, ISBN 3-17-019082-2.
- Männlichkeit, Migration und Gewalt. Psychoanalytische Gespräche in einer Justizvollzugsanstalt. Kohlhammer Verlag, Stuttgart 2008, ISBN 978-3-17-020616-8.
- mit H. Hopf: Psychische Störungen in Kindheit und Jugend. Symptome – Psychodynamik – Fallbeispiele – psychoanalytische Therapie. 6., aktualisierte Auflage. Kohlhammer Verlag, Stuttgart 2021, ISBN 978-3-17-038998-4.

### Herausgeberschaften (Auswahl)
- mit H. Hopf: Psychoanalytische Pädagogik. Theorien – Methoden – Fallbeispiele. Kohlhammer Verlag, Stuttgart 2010, ISBN 978-3-17-020887-2.

### Aufsätze (Auswahl)
- Fakafefine: Männer, die wie Frauen sind. Inzesttabu und Transsexualität in Tonga (Polynesien). In: Psyche, Zeitschrift für Psychoanalyse und ihre Anwendungen. H. 5, 1998, S. 472–498.
- Psychoanalytische Pädagogik in einem Pflegeheim für alte Menschen. In: E. Heinemann, H. Hopf (Hrsg.): Psychoanalytische Pädagogik. Theorien – Methoden – Fallbeispiele. Kohlhammer Verlag, Stuttgart 2010, S. 279–297.
- Menschen mit Demenz verstehen. Psychoanalytische und gesellschaftliche Perspektiven für eine Unterstützung von Menschen mit Demenz. In: Psychoanalyse im Widerspruch. 30. Jg., Nr. 60, H. 2, 2018.
- Menschen mit Demenz und ihre Angehörigen, Perspektiven für Psychoanalyse und Psychoanalytische Pädagogik. In: M. Günter, J. Heilmann, A. Kerschgens (Hrsg.): Psychoanalytische Pädagogik und Soziale Arbeit. Psychosozial Verlag, Giessen 2022, S. 567–579.